# Astragalus dipodurus
Astragalus dipodurus är en ärtväxtart som beskrevs av Aleksandr Andrejevitj Bunge. Astragalus dipodurus ingår i släktet vedlar, och familjen ärtväxter. Inga underarter finns listade i Catalogue of Life.